# Obersee (Berlin)
Der Obersee ist ein Gewässer im Berliner Ortsteil Alt-Hohenschönhausen. Er bildet zusammen mit dem Orankesee den Kern des Hohenschönhauser Villenviertels am Orankesee. Der Name des künstlich angelegten Gewässers ergibt sich aus der Tatsache, dass der Wasserspiegel des Sees rund 1,50 Meter höher als der seines Nachbarn liegt.

## Entstehung
Der Obersee entstand 1895 als Wasserspeicher und Eislieferant für die an der Konrad-Wolf-Straße (damals Berliner Straße) befindliche Löwenbrauerei AG. Für den See mussten keine Erdbewegungen ausgeführt werden, da das aufgefüllte Gebiet zuvor eine natürliche Senke war. In ihr befanden sich der Erftpfuhl und die Lindenwerderlake. Um das Gebiet herum entstand Anfang des 20. Jahrhunderts die zweite Villenkolonie von Hohenschönhausen, seit den 1960er Jahren ist der See komplett von Bebauung umschlossen.

## Wasserturm

### Geschichte des Wasserturms

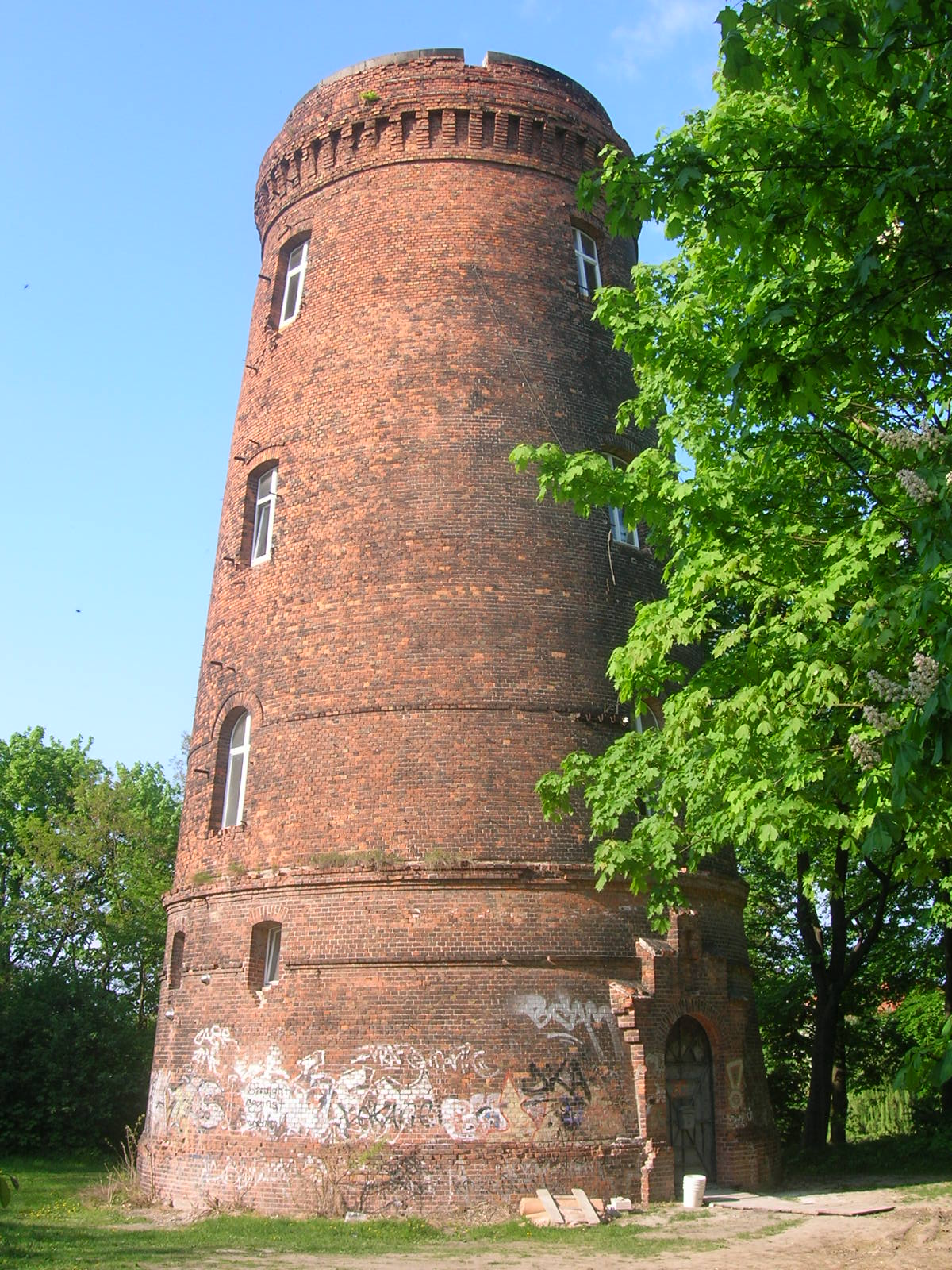
Wasserturm

Seit 1900 prägt ein Wasserturm das Gelände des Obersees. Dieser befindet sich auf dem Lindwerderberg, mit 61 m ü. NN die höchste natürliche Erhebung von Alt-Hohenschönhausen. Der Wasserturm diente zur Versorgung der Brauerei und später der Villenkolonie am Obersee und Orankesee. Auf dem gemauerten Turmschaft saß ein eiserner Behälter in einer vom Ingenieur Otto Intze entwickelten Bauart, von der geschätzte 500 Exemplare im Deutschen Reich existierten. Die Bauarbeiten wurden von der Firma Merten & Knauff ausgeführt. Mit dem Groß-Berlin-Gesetz wurde der Ort nach Berlin eingemeindet und an die Wasserversorgung von Lichtenberg angeschlossen. 1922, als die Löwenbrauerei von der Brauerei Böhmisches Brauhaus AG übernommen und der Braubetrieb eingestellt wurde, wurden der Turm und das dazugehörende Wasserwerk stillgelegt. Kurze Zeit später kam die Forderung auf, den Turm abzureißen oder zumindest den Behälter zu entfernen, da dieser das Landschaftsbild störe – er wurde letztendlich 1933 demontiert und verschrottet. Im Zweiten Weltkrieg diente der Turmschaft als Flakstellung. Zu Zeiten der DDR wurde er als Funkstation der Gesellschaft für Sport und Technik verwendet. Im Jahr 2004 fand der seit der politischen Wende leerstehende Turm einen neuen Eigentümer. Trotz seiner baulichen Veränderung steht er unter Denkmalschutz.

### Gegenwärtige Nutzung
Im Wasserturm befinden sich eine Wohnung und eine Bar. Die Bar nimmt die unteren Geschosse ein und hat seit Juli 2007 geöffnet. Das Dach der ehemaligen Pumpstation wurde dabei zu einer Seeterrasse umgebaut, die sommers gastronomisch genutzt ist. Nachts wird der Sims an der Spitze des Turms beleuchtet, wobei ein grüner Leuchtring anzeigt, dass die Bar geöffnet ist.

## Oberseepark

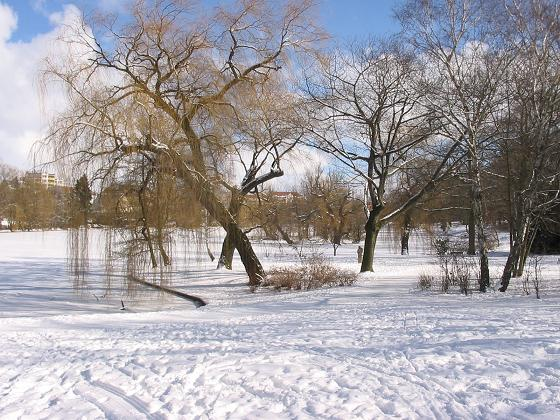
Im Winter

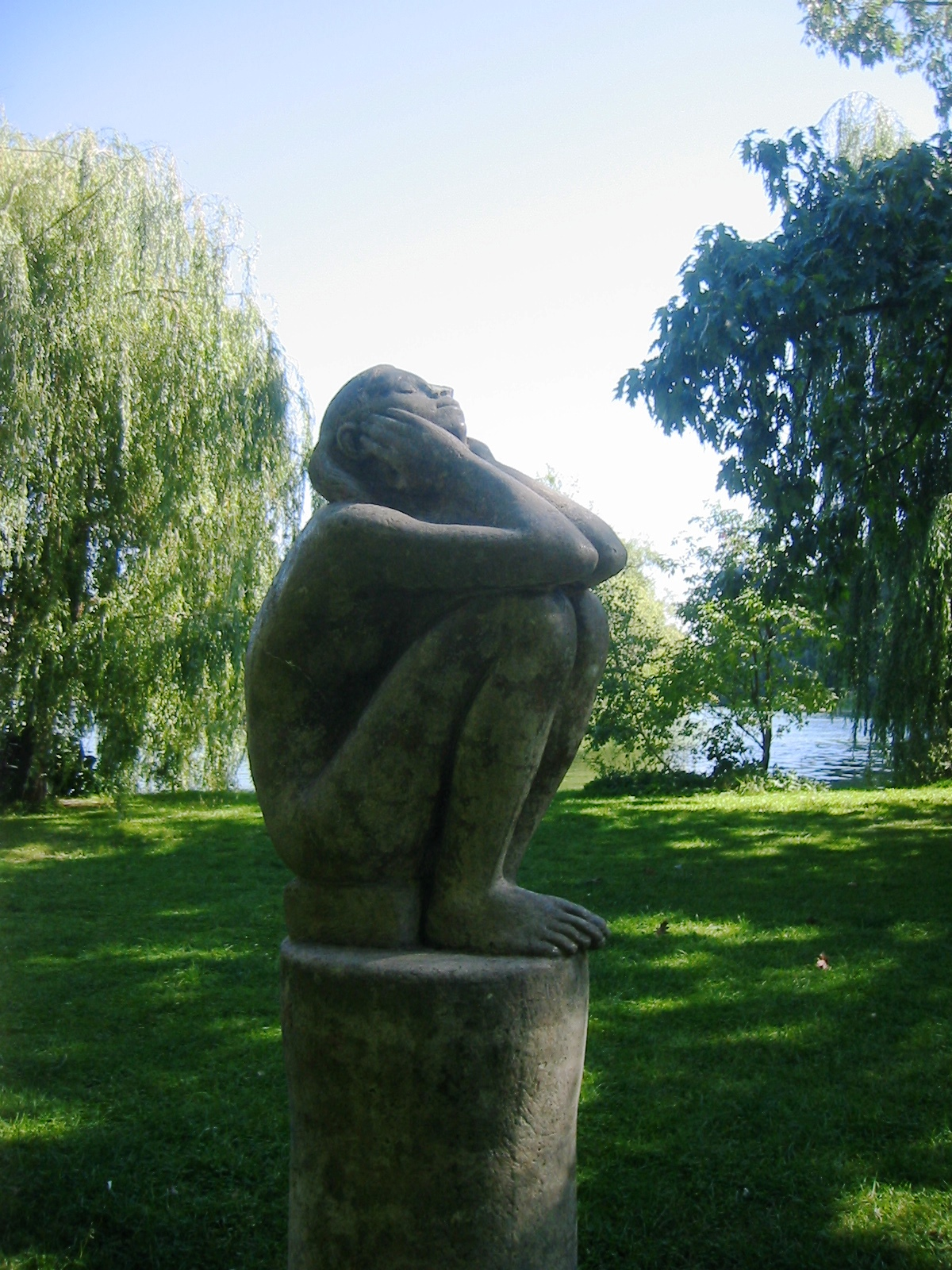
Skulptur Die Sonnen-anbeterin von Eberhard Bachmann

Zwischen 1912 und 1913 entstand auf dem Gelände zwischen dem Obersee und der anliegenden Waldowstraße der Oberseepark, mit dessen Anlage der Gartenarchitekt Otto Werner beauftragt wurde. Aufgrund des Ersten Weltkriegs mussten die Arbeiten zunächst unterbrochen werden, der Park wurde erst 1920 fertiggestellt. Um die 164 im Ersten Weltkrieg gefallenen Hohenschönhauser Soldaten zu ehren, wurden die Pläne geändert und ein Heldengedenkstein in einem Ehrenhain hinzugefügt.
Verglichen mit 1920 sind in den 2010er Jahren wesentliche Unterschiede in der Anlage auszumachen. Der Besucher betrat damals den Park durch einen kleinen Pavillon. Das Wegenetz, das den Park durchzieht, war wesentlich engmaschiger. Zudem liefen die meisten Wege auf den Ehrenhain im Südosten des Parks zu. Sowohl der Pavillon als auch das Denkmal wurden im Zweiten Weltkrieg zerstört. Ab Mitte 1945 erklärte die Sowjetische Militäradministration in Berlin das Gelände zum Sperrgebiet, da sie Villen für einige hochrangige sowjetischen Militärs belegt hatten. Bis Ende der 1950er Jahre war das Gebiet nicht öffentlich zugängig, dann erhielten die Besatzer anderen Wohnraum.
In dem 5,5 Hektar großen Park ließ die damalige Bezirksverwaltung in den 1970er Jahren die Kunststeinfigur Die Sonnenanbeterin des Bildhauers Eberhard Bachmann und eine Bronzeplastik Sommer, geschaffen 1979 von Siegfried Krepp, aufstellen. Anfang Februar 2013 wurde die Skulptur Sommer, vermutlich von Metalldieben, entwendet. Am 2. April 2015 wurde auf dem bis dato leeren Sockel eine neue Skulptur enthüllt: Die Skulptur Elegie der belarussischen Künstlerin Evgenia Usimova stellt eine verträumt guckende, nixenhafte Dame dar und wurde vom Förderverein Obersee & Orankesee e. V. gespendet. Die Figur spielt auf die Sage um den benachbarten Orankesee an, sie besteht (nach Angaben des Fördervereins) aus Beton. Ein Besucher des Sees kann jedoch durch Anpochen feststellen, dass die Figur hohl ist und nach Blech klingt. Ein Anstrich sorgt für ein marmorähnliches Aussehen.
In den Jahren 1996/1997 ließ die Verwaltung des Bezirks Hohenschönhausen den Park sanieren. Zudem ist ein Rundgang um den See möglich, der Weg am Nordufer ist allerdings beschwerlich und teilweise schmal. Im Jahr 2016 wurde eine neue Wasserfilteranlage in der Oberseestraße eingebaut, die den See renaturierte und die Wasserqualität stark verbesserte, sie lief jedoch nur wenige Wochen und fiel dann aus. Die Reparaturarbeiten im Frühjahr 2017 führten zu zusätzlichen Ausgaben aus dem Bezirkshaushalt von 30.620 Euro.
Im Park gibt es heute mehrere Vorkommen invasiver Pflanzenarten wie dem Götterbaum und der Kanadischen Goldrute.

## Weitere Sehenswürdigkeiten in Seenähe
Ebenfalls unmittelbar am See gelegen ist das Mies van der Rohe Haus. Es ist das letzte von dem renommierten Architekten entworfene Wohnhaus in Deutschland. Der Bau befindet sich an der Nordseite des Sees an der Oberseestraße Nr. 60 und wird seit einigen Jahren als Kunstmuseum genutzt. In derselben Straße stehen weitere sehenswerte Wohnhäuser, die zwischen 1909 und 1938 hier errichtet wurden. Alle genannten Villen sind in der Berliner Denkmalliste enthalten.